# Anaprostocetus
Anaprostocetus is een geslacht van vliesvleugeligen uit de familie Eulophidae. De wetenschappelijke naam van dit geslacht is voor het eerst geldig gepubliceerd in 1987 door Graham.

## Soorten
Het geslacht Anaprostocetus omvat de volgende soorten:
- Anaprostocetus acuminatus (Ratzeburg, 1848)
- Anaprostocetus ankarensis Gençer, 2010
- Anaprostocetus areos Narendran & Fousi, 2005
- Anaprostocetus cenxiensis Sheng, 1995
- Anaprostocetus dehraensis Graham, 1987
- Anaprostocetus keralicus Narendran & Girish Kumar, 2005
- Anaprostocetus sringeriensis Narendran & Santhosh, 2005